# Phlaeothrips bispinosus
Phlaeothrips bispinosus är en insektsart som beskrevs av Hermann Priesner 1919. Phlaeothrips bispinosus ingår i släktet Phlaeothrips, och familjen rörtripsar. Enligt den finländska rödlistan är arten nära hotad i Finland. Arten är reproducerande i Sverige. Artens livsmiljö är moskogar.